# 380
380 (CCCLXXX) var ett skottår som började en onsdag i den julianska kalendern.

## Händelser

### November
- 24 november – Theodosius I gör sitt adventus (formellt intåg) i Konstantinopel.

### Okänt datum
- Kejsar Theodosius I blir döpt och deklarerar återigen att kristendomen skall vara Romarrikets officiella religion under förföljelserna av hedningarna.
- Kejsarna Theodosius I och Gratianus deklarerar att patriarkerna av Rom och Alexandria är högsta auktoritet (särskilt över den i Konstantinopel), vilket tydligt avvisar arianismen till förmån för ortodox kristendom.
- Beduindrottningen Mavias saracenska trupper besegrar en romersk armé.
- Gratianus tvingas avträda övre Pannonien till vandalerna efter att de har invaderat Romarriket.
- Rock of Cashel byggs på Irland.
- Atanarik blir kung över visigoterna vid Fritigerns död.
- Vulgata, en översättning av Bibeln till latin av Hieronymus, publiceras.
- Gregorius Nazianzus beordrar att alla kända exemplar av Sapphos poesi skall brännas.
- Tyconius skriver en kommentar till Bibelns Uppenbarelseboken.
- En katedral byggs i Trier i nuvarande Tyskland.
- Ett koncilium hålls i Saragossa.
- S:t Ambrosius introducerar populärmusik i gudstjänster.
- Guptariket annekterar västra delarna av nuvarande Indien, vilket ger detta rike kontrollen över handeln med Europa och Egypten.
- Viktiga verk om matematik och astronomi skrivs på sanskrit.
- Från detta år härrör de första tecknen på mänsklig närvaro på Påskön i Stilla havet.

## Födda
- Petrus Chrysologus, helgon (född i Imola i Emilia)
- Hefaistios av Thebe, egyptisk astrolog
- Alexios, helgon (född i Rom)
- Eutyches, motståndare till de nestorianska assyrierna
- Socrates Scholasticus, kyrkohistoriker

## Avlidna
- 15 februari – Petrus II, patriark av Alexandria
- Fritigern, kung över visigoterna
- Samudragupta, härskare över Guptariket